# Vítkův kámen
Vítkův kámen (též Vítkův hrádek, německy Wittigstein či Wittinghausen) je zřícenina gotického hradu na vrcholu stejnojmenné hory na pravém břehu Lipenské přehrady v okrese Český Krumlov. Zřícenina stojí nad osadou Svatý Tomáš, asi pět kilometrů od Přední Výtoně. Od roku 1958 je chráněn jako kulturní památka. Od roku 1990 je majitelem nemovitosti obec Přední Výtoň.

## Historie
Hrad byl založen Vítkovci a sloužil jako pohraniční pevnost a správní středisko panství. První spolehlivá zmínka o hradu se objevuje v roce 1347, ale existují také nepotvrzené spekulace o vzniku před rokem 1277. Od roku 1302 přešel hrad do vlastnictví Rožmberků, kteří zde v roce 1394 věznili krále Václava IV. Rožmberkové měli hrad ve svém vlastnictví až do začátku sedmnáctého století (vláda posledního Vítkovce Petra Voka) s krátkou přestávkou v období husitských válek, kdy jej v roce 1427 Oldřich z Rožmberka prodal svému švagrovi Reinprechtovi z Walsee. Rožmberkům se vrátil zpátky až v roce 1464. Za jejich vlády byly k původnímu hradu přidány hradby s pěti baštami. V letech 1602–1622 hrad patřil Habsburkům, za nichž byl roku 1618 přepaden oddílem rakouských povstalců, a hradní posádka proto byla posílena na dvě stě mužů. Poté patřil ke krumlovskému panství rodu Eggenbergů a po dobu třicetileté války na něm sídlila posádka císařského vojska. Hrad byl používán a udržován asi do poloviny osmnáctého století a poté vyhořelý osiřel. V roce 1869 hrad nechali zčásti opravit Schwarzenbergové, kteří také hradní věž upravili na rozhlednu.
Po druhé světové válce, kdy byla pohraniční část Šumavy nepřístupná, byl využíván protivzdušnou obranou státu. Ve věži byla instalována vidová hláska a v hradu byla usídlena vojenská posádka. Později věž zchátrala, stala se nepřístupnou a objekt byl v roce 1990 převeden do vlastnictví obce Přední Výtoň.
V roce 1998 bylo založeno občanské sdružení Vítkův Hrádek, které si objekt pronajalo a za státní dotace ve výši 20 milionů korun nechalo zříceninu a zejména věž zrenovovat (dokončeno roku 2005 při příležitosti dvoustého výročí narození spisovatele Adalberta Stiftera). Uvnitř věže bylo postaveno dřevěné schodiště o 61 schodech vedoucí na plošinu, která slouží jako rozhledna, z níž je kruhový výhled na šumavské hřebeny (Plešská hornatina), Lipno s okolím, na Novohradské hory a četné kopce v Rakousku. Při dobré viditelnosti je dokonce vidět i masiv Alp.
Spolek začátkem roku 2023 ukončil činnost a zříceninu hradu si do své správy převzal majitel, tedy obec Přední Výtoň.
Obec postavila novou vyhlídkovou plošinu, pro kterou musela vybourat část staré konstrukce. Plošina byla otevřena 21. prosince 2024 po třech měsících uzavření Vítkova kamene a zároveň byl provoz zříceniny předán do správy firmy Spása.

## Stavební podoba
V první stavební fázi byl hrad tvořen pouze obytnou věží (donjonem), před kterým se nacházel hradbou opevněný lichoběžníkový dvorek. Vstup do něj vedl branou po mostě z protější skály. Vlastní věž měla půdorys 14 × 17,5 m a čtyři patra s plochými stropy. Přízemí osvětlovaly pouze úzké střílnovité otvory v delších stranách věže. První a druhé patro bylo obytné. Osvětlovala je větší okna a v obou patrech se nacházely vstupy na prevét. První patro mohlo být rozděleno dřevěnými příčkami na několik místností a nad nimi se nacházel velký sál. Třetí patro sloužilo k provozním účelům a obraně.
Vnější opevnění vzniklo až v průběhu šestnáctého století. Relativně slabou kurtinu zesilovala pětice jen málo předstupujících bastionů. U nového opevnění se nepočítalo s nasazením těžších děl při obraně ani s vysokou odolností před velkými děly obléhatelů, protože hradbu nedoplňoval žádný zemní násyp. Hradby i bastiony byly vybaveny průběžným střeleckým ochozem a střílnami pro ruční zbraně. V bastionech byly střelecké pozice umístěny ve třech výškových úrovních. Na čelní straně se také dochoval náznak příkopu, ale brána zcela zanikla. Podle písemného svědectví byla věžovitá. Podél severovýchodní hradby stála částečně podsklepená budova. Dvorek před věží byl rozdělen příčkami na tři přízemní, valeně klenuté místnosti. Nad nimi se nacházela plošina, která mohla být využita k postavení děl.
Třetí úpravou hrad prošel před třicetiletou válkou. Přístavek u věže byl zvýšen o jedno patro a menší úpravy dveří a oken proběhly i v donjonu. Pravděpodobně v této fázi také vznikly věžní štíty. Upraveno bylo také opevnění. Hrdlo jižního bastionu bylo uzavřeno půlobloukovitou zdí rozměrného objektu, který je v popisu z roku 1649 uveden jako rondel a který zabral vstupní skálu. Druhá podobná stavba stála zřejmě v místě brány.

## Hrad v kultuře
| Rok  | Počet návštěvníků |
| ---- | ----------------- |
| 2015 | 26 429            |
| 2016 | –                 |
| 2017 | 18 672            |
| 2020 | 20 267            |
| 2021 | 20 136            |
| 2022 | 12 970            |
| 2023 | 23 649            |

Vítkův kámen se stal inspirací pro různé malíře a spisovatele. Je jedním z hlavních dějišť Stifterova historického románu Vítek (Witiko). Také tu nalezl inspiraci básník Adolf Heyduk a využil ji ve své tragické básni Pod Vítkovým kamenem. 26. října 2017 byla na hrádku odhalena socha Vítka I. z Prčice od Jiřího Genzera. Tato socha byla demontována spolkem v létě roku 2023. 